# Dinornis novaezealandiae
El moa gigante de la isla Norte (Dinornis novaezealandiae) es una especie extinta de ave de la familia Dinornithidae, y del género Dinornis, cuyas dos especies son denominadas comúnmente «moas gigantes», sufriendo ambas el mismo destino de extinción a manos de los primeros pobladores humanos del archipiélago neozelandés.  

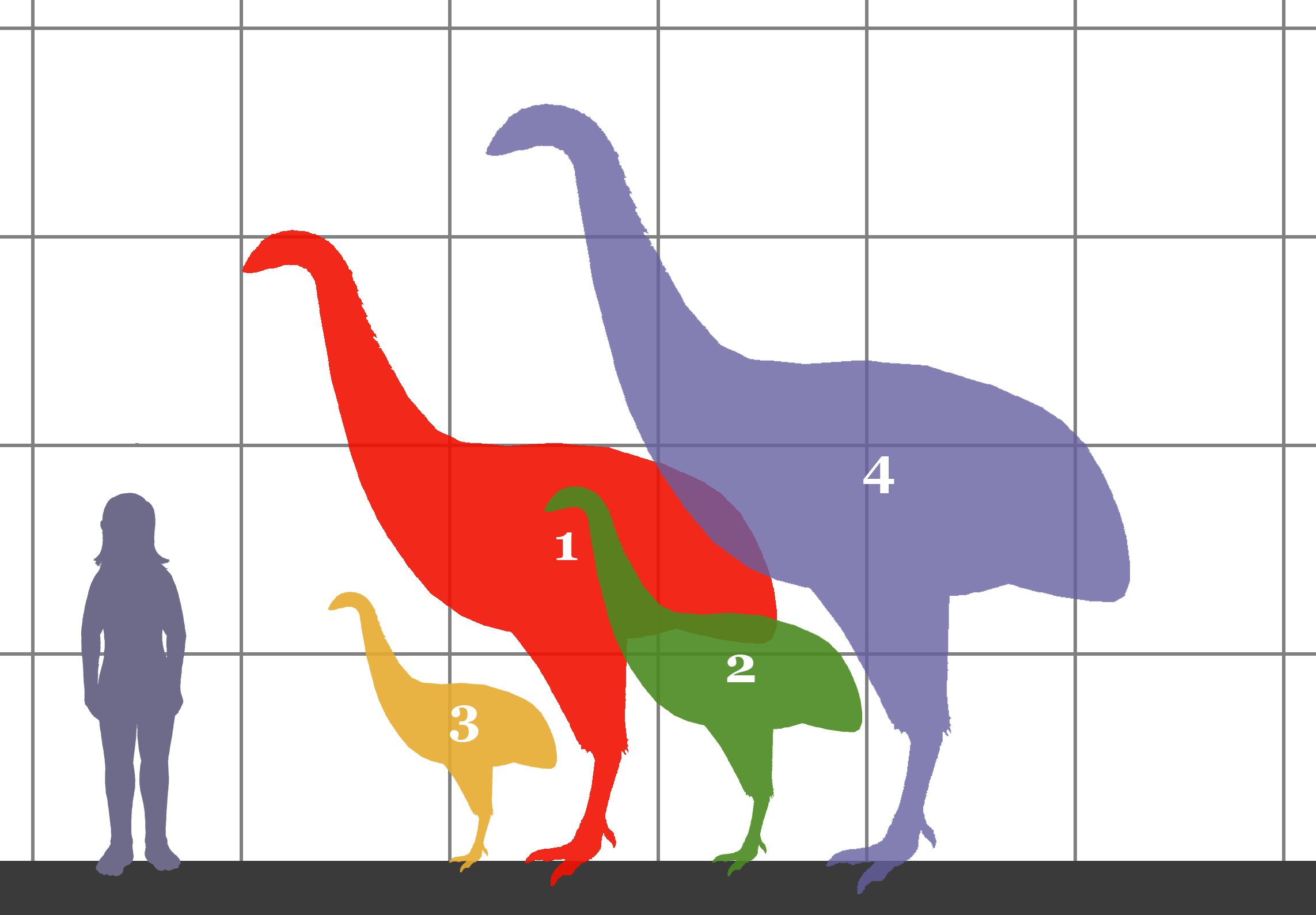
Comparación de esta especie (Dinornis novaezealandiae, 3 metros de alto, en rojo), con otras de esta familia. En violeta: Dinornis robustus (3,5 metros de alto); en verde: Emeus crassus (1,8 metros de alto); en amarillo: Anomalopteryx didiformis (1,3 metros de alto).

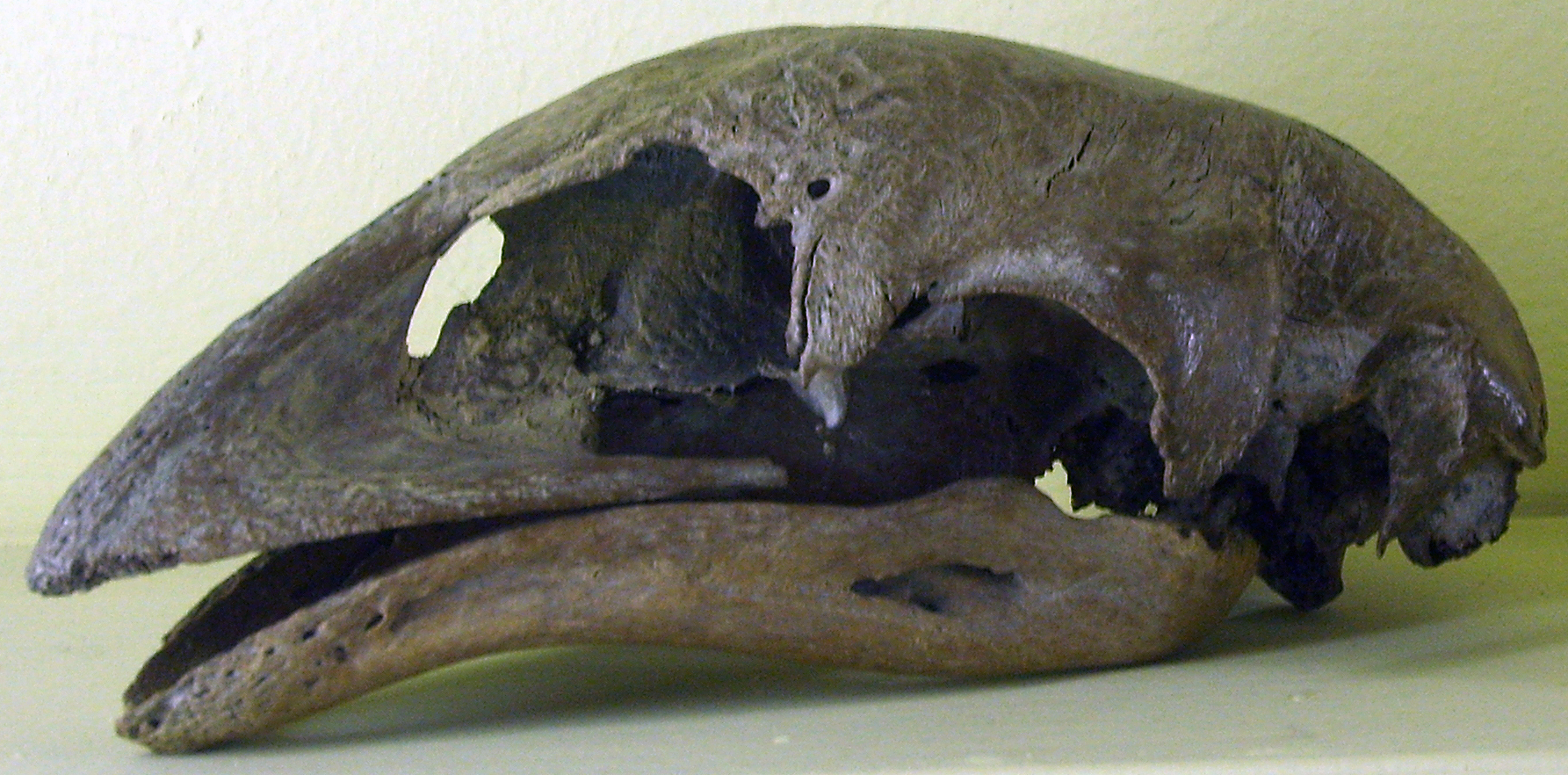
Cráneo de esta especie, depositado en el museo de Historia Natural de Berlín.

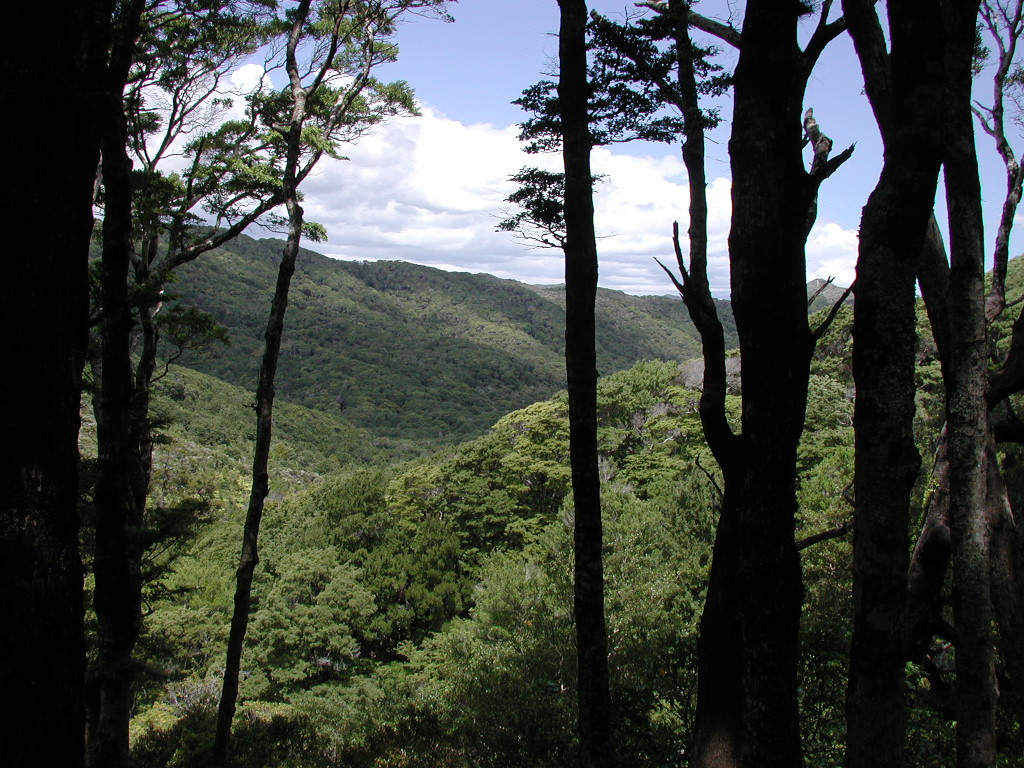
El hábitat de esta especie: bosques en el parque regional East Harbour.

## Características
Su altura alcanza los 3 metros, siendo unos 50 cm menor de la moa de la isla Sur. Tenía un dimorfismo sexual muy pronunciado, siendo las hembras mucho más grandes y pesadas. Era un ave no voladora con un esternón sin quilla. Esta enorme ave evolucionó de aves voladoras que, tras su llegada a las islas de Nueva Zelanda, perdieron la capacidad de vuelo.

## Distribución
Era endémica de la isla Norte de Nueva Zelanda, y su hábitat eran los matorrales, dunas, pastizales y bosques en tierras bajas. 

## Taxonomía
La sospecha de que las varias especies de moa constituían en realidad machos y hembras de las mismas especies ha sido confirmada por el análisis de marcadores genéticos de ADN específicos del sexo, extraídos de los restos óseos conservados en los museos. En 2003 se creía que el género Dinornis incluía 3 especies: una en la isla Norte (D. novaezealandiae), y dos en la isla Sur, la gigante (D. robustus), y la moa delgada (D. struthioides); pero el ADN demostró que todos los restos de D. struthioides eran en realidad machos, y todos los restos de D. robustus eran hembras, por lo tanto, ambas especies fueron unificadas en D. robustus. Sin embargo, el análisis genético encontró que D. robustus estaría integrado por tres linajes genéticos distintos, los que podrían llegar a ser clasificados en sendas especies.

## La extinción

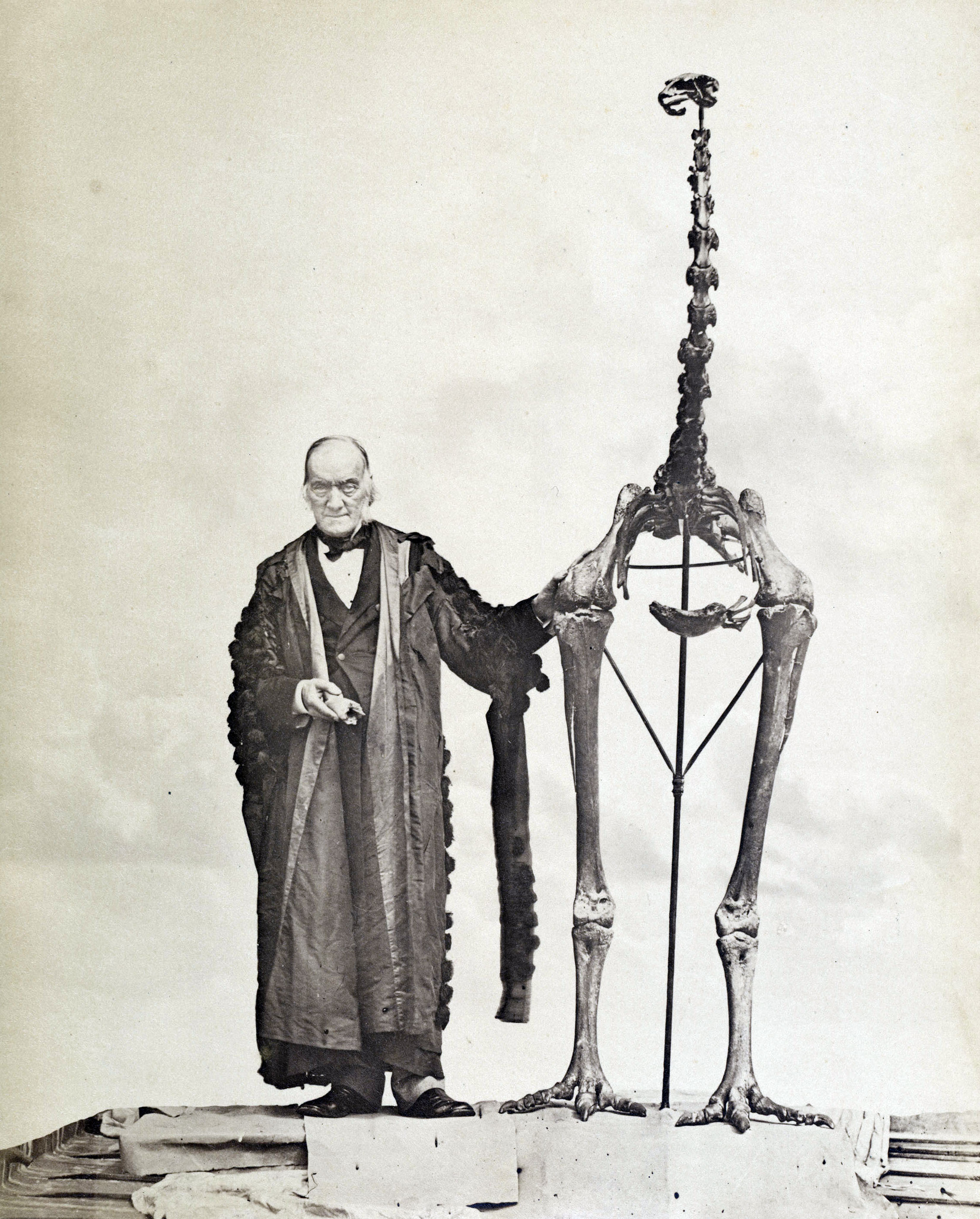
Richard Owen parado al lado de un Dinornis maximus en 1879.

Antes de la llegada de los humanos a Nueva Zelanda las moas gigantes había tenido una población ecológicamente estable durante al menos 40 000 años. El moa gigante de la isla Norte, junto con las otras especies de moas, fueron exterminados por los colonizadores polinesios, que los cazaban y colectaban sus enormes huevos para servir de alimento. También las afectó la quema de bosques para convertirlos en tierras de cultivo. A la llegada de los colonos europeos el moa gigante de la isla Norte solo vivía en las leyendas maoríes, pues ya para el año 1500, todas las especies de moas se habían extinguido.